# C5H13N3O
化学式C5H13N3O（摩尔质量：131.17 g/mol）可以指：
- N-氨基甲酰丁二胺（義大利語：N-carbamoilputresceina），CAS号：6851-51-0
- 4-胍基-1-丁醇，CAS号：17581-95-2
- N,N-二甲基-β-甘氨酰肼，CAS号：22636-79-9
- N-氨基甲酰基腐胺，CAS号：6851-51-0
- N-丁基肼基甲酰胺，CAS号：20605-19-0

|  | 这个同类索引页列出了具有相同分子式的化学物（即同分異構體）条目。 除非您是有意链接至本页，否则应将相应条目的内部链接指向正确的条目。 |